# Carl Justus Fedeler
Carl Justus Fedeler (* 7. November 1837 in Bremen; † 18. März 1897 in Bremerhaven) war ein in Bremerhaven tätiger Maler von Schiffsbildern und Vorlagenzeichner für Holzstichillustrationen. Er wird leicht mit seinem Vater, dem Marinemaler Carl Justus Harmen Fedeler verwechselt, der sich meist Carl Justus Fedeler nannte und entsprechend signierte. Der hier behandelte Sohn dagegen benutzte nur den Vornamen Carl und signierte in der Regel mit C. Fedeler. Im Todesjahr des Vaters, gibt es eine Ausnahme von mindestens zwei der datierten Gemälde, die noch mit C. J. Fedeler signiert worden sind.

## Biografie

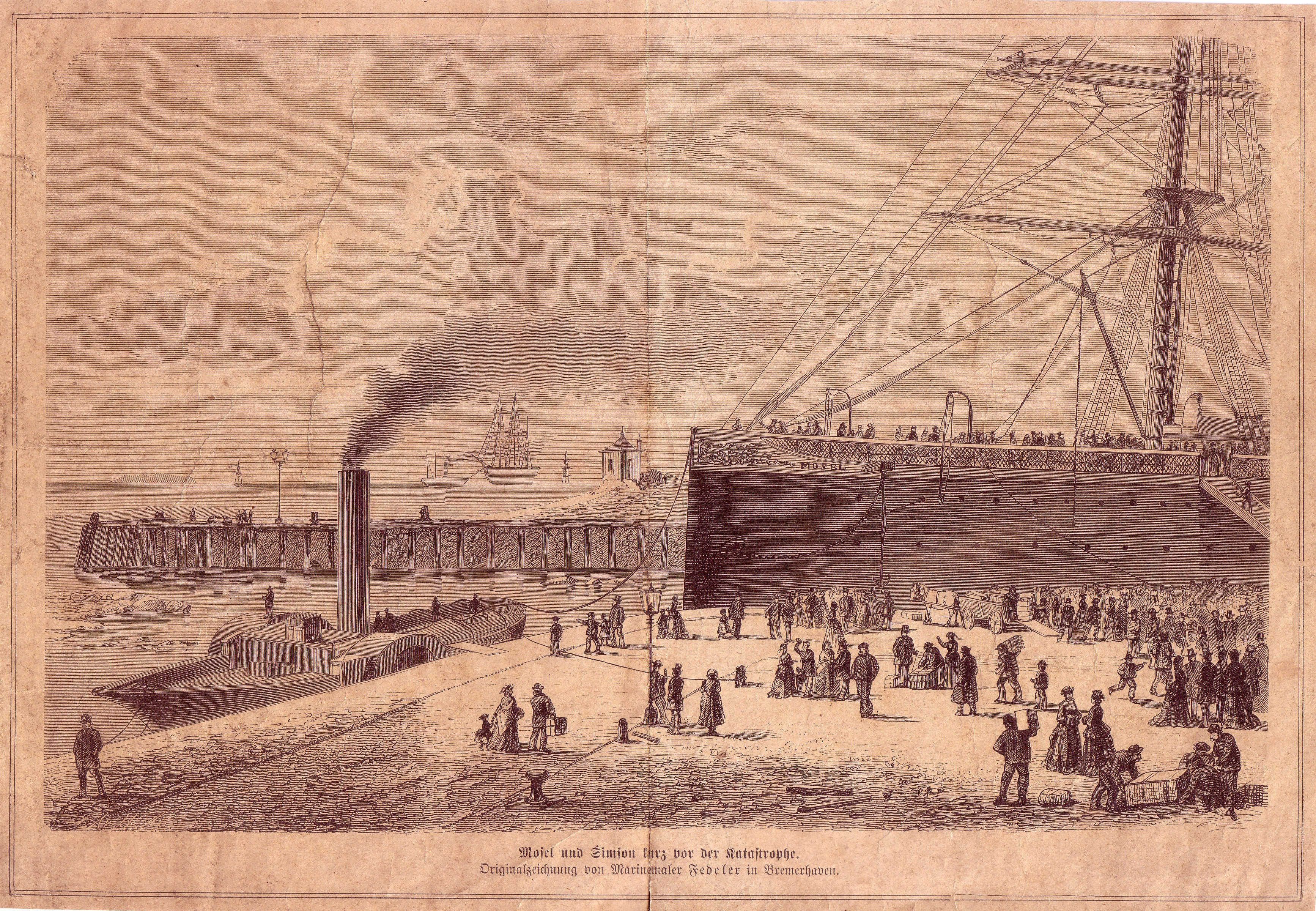
Die Mosel kurz vor dem Anschlag von 1875

Fedeler wurde in der Bremer Neustadt als Sohn des bekannten Bremer Marinemalers Carl Justus Harm Fedeler und dessen Ehefrau Marie Wilhelmine geb. Voigt geboren. Er erhielt im väterlichen Atelier eine handwerklich-künstlerische Ausbildung als Maler von Schiffsbildern und ging im Juni 1855 mit dem Bremer Vollschiff „Roland“, Kapitän Heinrich Reichel, auf eine Reise nach Ostindien zur See. Nach dem Tod des Vaters (1858) lässt er sich im Mai 1860 in Bremerhaven nieder und bildet sich autodidaktisch weiter. Er blieb unverheiratet.
Seine frühen Gemälde sind, wenn nicht signiert und durch Datierung eindeutig zuzuweisen, von denen seines Vaters nur schwer zu unterscheiden. Beide liebten es, die glasige Durchsichtigkeit tiefer Meereswellen in lasierenden Grüntönen auf die Leinwand zu bringen. Spätere Bilder zeigen ein zunehmendes Interesse an und Geschick in der Darstellung von Erscheinungsformen verschiedener Wasseroberflächen und atmosphärischer Stimmungen.

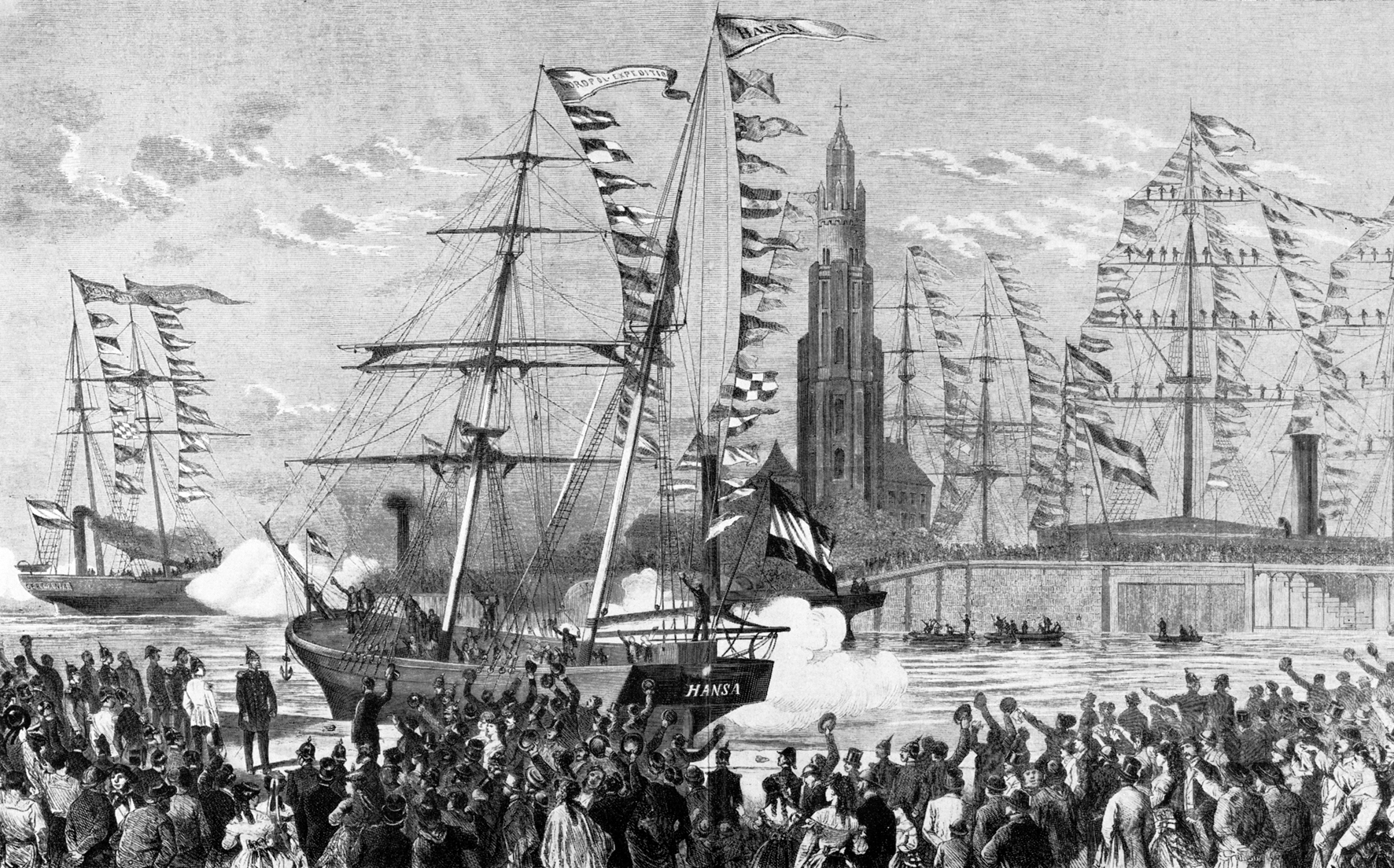
Abfahrt der Schiffe Germania und Hansa zur Zweiten Deutschen Polarexpedition am 15. Juni 1869 von Bremerhaven. Holzstich nach einer Zeichnung von Carl Fedeler.

1858 beginnt auch seine Tätigkeit als Zulieferer von ereignishaften Zeichnungen und Skizzen rund um Hafen und Schifffahrt für die im Holzstich ausgeführten Abbildungen in den jetzt populär werdenden bebilderten Zeitschriften, wie der in Leipzig erscheinenden Illustrirten Zeitung. Bereits ab 1866 werden seine Ölbilder auch in Form von Fotokarten vervielfältigt und als Souvenirs und Sammelbilder gehandelt. 1868 malte er Landschaften für die Ausstattung des Passagierdampfers Rhein des Norddeutschen Lloyd, von dem Fedeler auch in der Folgezeit vielfach in Anspruch genommen wurde. Ein prominenter, Fedelers Wertschätzung kennzeichnender Auftrag war die Einfügung eines heimkehrende Dreimasters in das große allegorische Treppenhaus-Wandgemälde Arthur Fitgers in der Neuen Bremer Börse zu Bremen von 1881. Fedeler gehörte zu den Gründungsmitgliedern des Bremerhavener Kunstvereins, ohne selbst den Anspruch zu stellen, dort mit Werken vertreten zu sein.

## Ehrungen
- Die Fedelerstraße in Bremen-Vegesack wurde nach ihm benannt.

## Sammlungen
- Brake, Schiffahrtsmuseum
- Bremen, Focke-Museum und Heimatmuseum Schloss Schönebeck
- Bremerhaven, Deutsches Schifffahrtsmuseum
- Hamburg, Kunsthalle